# Enrico Fissore
Enrico Fissore (* 23. Januar 1939 in Bra) ist ein italienischer Opernsänger (Bass).
Fissore studierte Gesang bei Michele Accorinti am Konservatorium von Turin. Er begann seine Laufbahn als Spezialist für die Barockoper bis hin zu Rossini und Mozart. Später erweiterte er sein Repertoire auf Bassbuffo-Partien und tragische Rollen der Oper der Romantik und des frühen 20. Jahrhunderts.
Er gilt als einer der international bedeutendsten Opernbassisten Italiens und trat weltweit an großen Opernhäusern und unter bekannten Dirigenten auf. So sang er an der Bayerischen Staatsoper den Leporello in Don Giovanni unter Wolfgang Sawallisch und den Bartolo in Le nozze di Figaro unter Peter Schneider. Auf Einladung von James Levine trat er an der Metropolitan Opera in La forza del destino auf; die Produktion wurde (mit Leontyne Price) verfilmt. Für eine Produktion der San Francisco Opera sang er unter Leitung von Chung Myung-whun den Leporello.
Bei den Salzburger Festspielen trat er in La serva padrona unter Leopold Hager auf, beim Glyndebourne Festival als Schaunard in La Bohème unter John Pritchard. Zu seinen Rollen an der Mailander Scala zählten der Dulcamara in L’elisir d’amore (unter Leitung von Giuseppe Patanè) und Slook in La cambiale di matrimonio. An der Wiener Staatsoper war er in Rollen in L’elisir d’amore. Il barbiere di Siviglia, Le nozze di Figaro und La forza del destino zu hören, am Gran Teatre del Liceu in Barcelona in Il barbiere di Siviglia an der Seite von Cecilia Bartoli. Mit dem Rossini-Spezialisten Alberto Zedda brachte er mehrere selten gespielte Opern des Komponisten (La cambiale di matrimonio, L’inganno felice, La scala di seta, L’occasione fa il ladro) auf die Bühne.
Er trat bei einer konzertanten Aufführung von Igor Strawinskys Oper Le Renard mit dem Cleveland Symphony Orchestra unter Leitung von Christoph von Dohnányi auf und wirkte bei der Fernsehaufnahme von Luigi Cherubinis Oper Ali-Baba ou Les quarante voleurs bei der RAI sowie Plattenaufnahmen von Il turco in Italia (mit der Academy of St Martin in the Fields unter Neville Marriner), Il barbiere di Siviglia (bei Decca Records, mit Cecilia Bartoli und Leo Nucci), Il trittico (unter Bruno Bartoletti) mit.